# Curtis Island (ö i Australien, Queensland)
Curtis Island är en ö i Australien. Den ligger i delstaten Queensland, omkring 470 kilometer nordväst om delstatshuvudstaden Brisbane.
I omgivningarna runt Curtis Island växer huvudsakligen savannskog. Genomsnittlig årsnederbörd är 1 139 millimeter. Den regnigaste månaden är januari, med i genomsnitt 290 mm nederbörd, och den torraste är september, med 22 mm nederbörd.